# August Wichmann

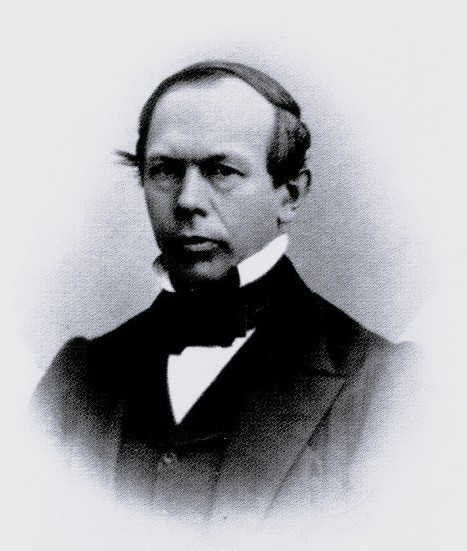
August Wichmann

August Wichmann (* 19. April 1811 in Rabenkirchen; † 15. Dezember 1876 in Lübeck) war ein Politiker und Reichstagsabgeordneter.
Wichmann, der Sohn eines Pastors, besuchte die Gymnasien in Ratzeburg und Altona und studierte ab dem 25. Oktober 1829 an der Universität Kiel und später in Halle und Jena Theologie. Als Mitglied der Jenaischen Burschenschaft/Germania war er im Rahmen der Demagogenverfolgung Untersuchungen in den dreißiger Jahren ausgesetzt, denen er sich durch eine Reise nach England, Frankreich und Spanien entzog. Hier trat er in den Dienst der englisch-spanischen Legion und kehrte nach Kriegsende als Artillerie-Lieutenant in seine Heimat zurück. 1839 besuchte er wieder die Universität Kiel, um Rechtswissenschaften zu studieren, und habilitierte dort 1841 als Advokat.
Im April 1848 wurde er zum Oberst der Kieler Bürgergarde gewählt. In einer Nachwahl am 13. Dezember 1848 wurde er zum Mitglied der konstituierenden schleswig-holsteinischen Landesversammlung für die Stadt Kiel gewählt, bis zu ihrer Auflösung 1851 war er Schriftführer. Seine Wiederwahl erfolgte am 28./29. Juni 1850 für den 25. Allgemeinen Wahldistrikt.
Nach Wiedereinführung der dänischen Herrschaft wurde ihm die Rechtspraxis untersagt und er trat deshalb 1854 in den Dienst der Kölnischen Lebensversicherungs-Gesellschaft „Concordia“ als Inspektor. 1859 wurde er Direktor der deutschen Lebensversicherungs-Gesellschaft in Lübeck. Er war Mitglied der Lübecker Bürgerschaft und 1868 bis 1869 Wortführer des Bürger-Ausschusses.
Von 1871 bis 1874 war er Mitglied des Deutschen Reichstags für die Nationalliberale Partei für den Reichstagswahlkreis Hansestadt Lübeck.